# 心武殘編
《心武殘編》，中國象棋棋譜，清朝上海松江人士薛丙編著，出版於嘉慶五年（西元1800年），為清朝四大殘排局譜之一。
心武殘編共6卷，148局，除少數是與他譜相同外，其餘是由古殘排局衍生的新局。此書的特點是把和局分為三種：正和、紛和、徉和。正和指雙方無子力可攻而造成的和局。紛和是指雙方著法不斷重複循環，只要變著就會出虧，雙方不變作和。至於徉和是指民間藝人擺攤賭局時故意弄成和局的假象。
書附有序文，分別講述象棋的起源和對局技巧，頗有價值。
《心武殘編》前序記載：「象棋字始見楚辭，再見於國策，皆不言其制。至北周武帝撰象經一卷，集群臣而講說之，有王褒王裕何妥等為之注，其書今亦不傳。推宋晁無咎曰：象棋者，戲兵也。黃帝之戰驅猛獸以為陣，象之雄也，故戲兵而以象戲名之。然謂其局之縱橫各十一格，意苦其狹，嘗廣路為九十格，子九十八，非如今之縱十橫九也，則又不可解矣。茸城薛丙桔隱，固精於是者，陋近刻之淺易也，自製一百四十餘局，名之日《心武殘篇》。若者勝，若者負，若者可和，變化莫測，思精意深，……餘不解此，樂為之序者，以其戲之位置步伐分界劃規，有類於陣法，孤虛衝破，出入卷舒，有合於兵機，為是志耳。然則薛君之制是諸局也，豈小道可觀之謂哉。」
此文亦記載名為大象戲的古代中國象棋變體。